# Ava guaraníes
Ava guaraní es la denominación actualmente adoptada para una cultura indígena mixogenizada guaraní-arahuaca antes más conocida como chiriguana, que está asentada en el sur de Bolivia, el oeste de Paraguay y el noroeste de Argentina.

## Denominaciones
Frecuentemente se encuentra en muchas publicaciones que la palabra «ava» ('hombre' en idioma guaraní) es acentuada en forma aguda al denominar a este pueblo («avá guaraní»), lo cual refleja la acentuación aguda de otras variantes del idioma guaraní (como el guaraní criollo), ya que los chiriguanos han adoptado la acentuación grave para la mayoría de sus palabras. En Paraguay son denominados «guaraníes occidentales» ya que el nombre «avá guaraní» es utilizado para el pueblo chiripá.
En Argentina en la autodenominación de sus comunidades y en su autoidentificación censal utilizan los nombres «guaraní», «ava guaraní» y «tupí guaraní» y marginalmente el nombre «chiriguano». En Bolivia a partir de 1980 se utiliza el nombre «guaraní» para denominarlos en conjunto (por ejemplo en la Asamblea del Pueblo Guaraní), pero también se los denomina «guarayos», aunque este último se confunde con el nombre del pueblo guarayo también guaranítico del departamento de Santa Cruz. 
El nombre «chiriguanos» (antiguamente «chiriguanaes») es la forma castellanizada derivada del mote despectivo con el que los pueblos de habla quechua se referían a los guaraníes del Chaco occidental. El nombre «chiriguano» derivaría de chiri (‘frío’) wanu (‘excremento’) aunque esta etimología es discutida, pues otros opinan que sería deformación de chiri (‘frío’) y wañuq (‘los que mueren’). En cualquier caso, la forma inicial que refirieron los cronistas españoles fue «chiriguana», por lo que hace dudosas esas etimologías. Podría tratarse de una coincidencia lingüística, pues chiri en guaraní también significa taparrabo, cuyo uso es una característica de los guerreros guaraníes en el trópico boliviano. Por otro lado, en el castellano camba chiri sigifica "crespo" o "enredado", como en el caso de "chiribital" que es un monte tupido y lleno de lianas. Más lejano, pero no menos coincidente, es la palabra española chiringuito cuyo significado semeja a las improvisadas casas de los guaraníes. La denominación de chiquitos, en el oriente boliviano, proviene de un detalle de las casas de aquellos nativos. 
En Colombia existe un municipio de origen precolonial denominado Chiriguaná, en el departamento de Cesar, al noreste del país, y a miles de kilómetros de los chiriguanos bolivianos. Otra relación lingüística, importante también, se encuentra al norte del continente, con los apaches Chiricahua que, coincidentemente con los chiriguanos del Sur, eran los más guerreros en esa región y los últimos en capitular; lo que puede llevar a estudios  geográficamente más amplios y remotos, con relación a estos etnónimos y/o exónimos.
Con relación a guano, la composición es diferente, pues en quechua la sílaba hua tiene diferente pronunciación que en guaraní, como en huaso y en guaso (cervidae) o guazú (Karaí-Guazú); más lejos aún en wawa, que se usa para los niños recién nacidos. El final no o nae, es una castellanización, referente a las naciones. El historiador y lingüista boliviano Eduardo Cortés León, afirmaba que se impuso la versión de los cronistas españoles por la animadversión que estos sentían hacia los chiriguanaes en la época de la conquista, por la guerra permanente que sufrían.
También se los suele conocer en Argentina como «chaguancos», «chavancos», «tsawankos» o «chahuancos», otra denominación peyorativa de origen quechua que significaría piernas flacas y habría surgido en los ingenios azucareros.

## Subdivisiones

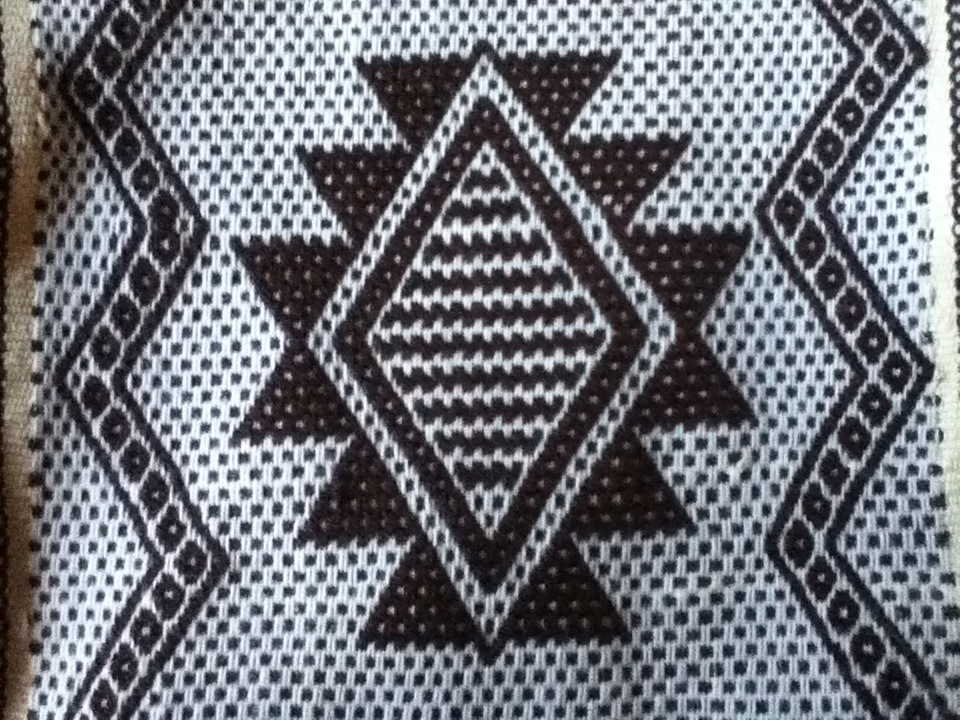
Tejido de Izozog.

En Bolivia los ava guaraníes se distinguen en tres grupos que presentan pequeñas diferencias lingüísticas, culturales y de ubicación geográfica: los ava o mbia, los simbas y los izoceños. La palabra simba es de origen quechua y significa trenza, lo que refiere a un peinado tradicional que usan los ava guaraníes más conservadores. Los simbas son aquellos, que a diferencia de la mayoría ava, continúan utilizando sus vestimentas tradicionales en sus comunidades (trenza y tembeta -tarugo labial-). 
Los izoceños o tapii son los descendientes menos guaranizados de la antigua etnia arahuaca de los chanés. Los chanés pudieron liberarse de la esclavitud a la que los sometían los chiriguanos en 1890, luego de eso se dividieron en dos grupos: uno se refugió en los bañados del Izozog (los izoceños) y otro migró a Argentina (los chanés). En Argentina se autoidentifican como un pueblo distinto de los ava guaraníes y utilizan el etnónimo chané destacando su herencia arahuaca, pero los que permanecieron en Bolivia se denominan izoceños, destacan primeramente su herencia guaraní y se agrupan como un mismo pueblo con los avas y los simbas.
En Argentina los avas, simbas e izoceños conforman en parte comunidades separadas, pero se reconocen como parte de un mismo pueblo ava guaraní.

## Historia

### Migraciones guaraníes
A partir del siglo XIII grupos de pueblos amazónicos de linaje tupí-guaraní avanzaron desde la Amazonia hacia el sur y el este en un movimiento migratorio en busca de la Tierra sin Mal (ivy imaraä) de la mitología guaraní. Desde el este del río Paraguay las migraciones de los guaraníes hacia las estribaciones andinas se iniciaron en el período prehispánico a fines del siglo XV como producto de la presión demográfica, por razones religiosas o en busca de metales. Aunque algunos investigadores sugieren migraciones guaraníes desde el siglo XII, se conocen tres grandes migraciones guaraníes hacia Bolivia: 
- la de los 2000 carios que desde la costa del estado de Santa Catarina en Brasil atravesó el Paraguay y el Chaco Boreal acompañando al hispano-portugués Alejo García en 1524 atacando la frontera del Imperio incaico y llegando hasta cerca de Potosí;
- la que tras el retorno al Paraguay y muerte de García, hacia 1526 remontó el río Pilcomayo por el Chaco Boreal hasta alcanzar la estribaciones andinas de los departamentos de Tarija y Chuquisaca y el sudoeste de la provincia Cordillera (que dio origen a los chiriguanos);
- la que proveniente de Itatín en el actual Mato Grosso del Sur en 1557 acompañó a Ñuflo de Chaves y se asentó en la Chiquitanía llegando hasta el río Guapay o Grande (que dio lugar al pueblo guarayo y probablemente también a los pueblos sirionó, guarasugwe o pauserna y yuki).

Sobre el ataque de García al Imperio incaico existen narraciones en los Comentarios Reales de los Incas de Inca Garcilaso de la Vega. Los guaraníes irrumpieron en la cuenca del Guapay y atacaron el fuerte de Samaipata y algunas minas incaicas. Rechazados por los incas, regresaron al Paraguay, aunque algunos guaraníes capturados habrían sido sacrificados en los fríos altares andinos.

Vencidos y atrapados tras de fiero combate, buen número de ellos fueron llevados montañas atrás, hasta el real del propio soberano inca. Este en vez de ejercitar con ellos la inmediata justicia del vencedor, que tenía por norma, dizque ordenó que les dejaran a la intemperie, así desnudos como estaban, para que el frío de la puna obrase por su cuenta. Chiriguanañana, habría exclamado solemne y sentenciosamente, esto es: frío los escarmentará.

### Mixogénesis chiriguana
El retorno guaraní hacia el piedemonte andino luego de la expedición de García produjo a lo largo del siglo XVI la mixogénesis y la etnogénesis de los ava guaraníes, al someter una minoría guaraní a la etnia de linaje arahuaco de los chanés establecida anteriormente en el Chaco Boreal y norte del Chaco Central. Según fuentes españolas los guaraníes eran guerreros tan feroces que cerca de 50 de ellos podían vencer a 1000 y hasta 3000 chanés. De este modo, la población chané fue esclavizada por guerreros guaraníes que se emparejaron muchas veces forzadamente con mujeres chanés. Gracias a esto los chanés terminaron por ser esclavizados y relegados a servidores domésticos de los guaraníes.
La población mixogénica sintetizó rasgos culturales: de los chané, derivó en un modo de vida sedentario en grandes casas comunales de palmas, leños y paja llamadas maloka, en las cuales residían hasta 300 personas (una aldea podía constar de una sola casa comunal). También de los chané derivó gran parte de la cestería y la cerámica chiriguana; mientras que los guaraníes impusieron su idioma (o, en todo caso la mayor parte del vocabulario chiriguano), sistema de creencias y sistema de organización social, así como las prácticas de caza, pesca y guerra. De este modo, su forma tradicional de subsistencia ha sido basada en una combinación de horticultura (maíz, porotos, mandioca) y caza-recolección-pesca; tal horticultura aunque principalmente de origen chané tiene como influencia guaraní la alternativa de poder ser itinerante. La existencia de palabras de origen tupí en el lenguaje chiriguano que se desconocen en el guaraní paraguayo, hace pensar a algunos investigadores que los carios que acompañaron a Alejo García habían estado sujetos a la influencia y mixogenización de pueblos tupíes en la costa atlántica.
En la actualidad, los ava guaraníes aun mantienen una situación de preeminencia sobre las pequeñas comunidades de chanés, aunque la hegemonía «chiriguana» se ha ablandado bastante de modo que los chanés llegan a ser «socios minoritarios» en una sociedad mixta chiriguano-chané conocida como tupí-guaraní.
Tradicionalmente, existe entre los ava guaraníes una notoria división sexual y etaria del trabajo: los varones cazan, pescan, o se dedican a confeccionar elementos textiles (bolsas de caraguatá) o de cestería (con sao, caranday ―palma negra― o tankvaransi ―caña hueca―). Las niñas y muchachas también realizan cestas, mientras que trabajo típicamente femenino es entre los ava guaraníes el de la cerámica.

### La guerra de los 30 años[10]
Aproximadamente entre 1590 y 1591 el cacique Coyayagua, quien gobernó lo que actualmente es Charagua junto a Mocapini, invadiría Tomina pero a los tres días sería derrotado cerca del rio Parapiti. En 1604 Coyayagua hizo una alianza con el gobernado de Santa Cruz para invadir Charagua, liderados por Sebastian Rodriguez, luego de la invasión de Charagua el resto de caciques Chiriguanos se aliaron con la excepción de los "indios cristianos" de Tomina los cuales estaban del lado de los españoles.
En agosto de 1607 los españoles empiezan a dialogar con el líder indígena Vitupué en Tembero, esto fue con el objectivo de evitar represalias, se consiguió que los caciques del lado de vitupué y los caciques del lado de los españoles se reconciliaran, luego de esto Charagua (aliado de Coyayagya) sería capturado y su hijo fue torturado. Para 1609 luego del juicio de Charagua se crea una guarnición española en sus territorios. Mientras los españoles avanzaban en el conflicto en 1615 el cacique de Pilcomayo se ve forzado a unirse al bando en contra de Coyayagua, sin embargo para 1616 los Chiriguanos del sur (quienes también estaban en contra del cacique Gharagua) atacan a los españoles. Ese mismo año los españoles asaltarian los pueblos de Pilcomayo y Macharetf.
En junio de 1617 los Chiriguanos del norte atacan a los españoles y Ruy Díaz de Guzmán solicita el apoyo de los Chiriguanos del sur a los cuales fueron invadidos previamente, sin embargo ellos acceden apoyando a los españoles con 300 hombres. En agosto de ese mismo año Charagua y Piriti se alían en contra de los españoles. Dado a los varios conflictos entre caciques del sur contra los del norte, los españoles dejan de intervenir en el conflicto en 1621 y se ordena la reducción de los indígenas lo cual sin embargo no acabaría con el conflicto definitivamente.

### Guerra contra los españoles
Al momento de la llegada de los españoles en el siglo XVI los chiriguanos ocupaban las cabeceras de los ríos Pilcomayo y Guapay y se encontraban principalmente en guerra contra los aimaras y quechuas. Los ava guaraníes fueron casi irreductibles militarmente por los españoles aunque sí tuvieron bastante éxito las misiones católicas, principalmente en el valle del río Parapetí.
En 1540 Francisco Pizarro menciona la existencia de los ava guaraníes. El virrey del Perú Andrés Hurtado de Mendoza nombró a Andrés Manso en 1560 como gobernador de la provincia de los Chiriguanaes en el territorio entre los ríos Guapay y Parapetí, fundando a orillas de este último la ciudad de Santo Domingo de la Nueva Rioja en 1562. Ñuflo de Chaves, partiendo desde Asunción fundó La Barranca o Nueva Asunción en 1559 a orillas del Guapay. El inicio de la guerra hispano-chiriguana tuvo lugar en 1564 cuando los ava guaraníes destruyeron La Barranca y luego Santo Domingo de la Nueva Rioja, en donde asesinaron a todos sus habitantes incluyendo a Andrés Manso. En esta época grupos chanés escaparon hacia los bañados de Izozog.
En 1574 el virrey del Perú Francisco de Toledo llevó personalmente adelante una campaña punitiva contra los ava guaraníes, que no tuvo éxito. El rey Felipe II de España dispuso por real provisión el 20 de mayo de 1584 una inusual declaración de guerra y ordenó la esclavitud de los ava guaraníes capturados:

Don Felipe, por la gracia de Dios, rey de Castilla (...) E abiéndose considerado con maduro acuerdo é deliberacion todos los dichos daños, é los que en adelante se podrían recrescer, por el nuestro Presidente é Oidores, é consultádolo con personas de ciencia y espiriencia, y capitanes prácticos en la guerra de los dichos Chiriguanáes, é hecho las demás diligencias que para justificacion de la causa convino, declararon debérseles hazer guerra a fuego e a sangre con campo formado, dándolos por esclavos de los que los tomaren e prendieran.

La frontera chiriguana con la región española de Charcas era conocida como Cordillera Chiriguana y limitaba al norte con Santa Cruz de la Sierra, al este con La Plata y al sur con Tarija. El nombre de Cordillera se generalizó a todo el espacio ocupado por los ava guaraníes y dio luego lugar a la provincia Cordillera. 
Luego de un siglo de paz relativa con los españoles hubo un fuerte crecimiento demográfico chiriguano, que se hallaban confinados entre los españoles y los pueblos del Chaco, a lo que se sumó una temporada de calor excesivo y hambruna que provocaron la sublevación general (1727-1735). Fue iniciada por el neófito chiriguano Juan Bautista Aruma de la reducción dominica de Chiquiaca en octubre de 1727 y dio como resultado que estancias y misiones de la región de Tarija fueran arrasadas, muriendo unos 100 españoles. A fines de enero de 1728 los ava guaraníes arrasaron Sauces (hoy Monteagudo) y la frontera de Tomina, teniendo muchas bajas por las expediciones españolas de castigo que partieron de Santa Cruz de la Sierra, Tarija y Tomina. En 1729 y 1731 hubo dos nuevas expediciones de castigo. En 1735 son destruidas las misiones jesuitas meridionales y masacrada la guarnición del fuerte de Pomabamba.
Entre 1778 y 1779 se produjeron los ataques de dos líderes proféticos (tumpas): el de Caiza (al sur del Pilcomayo) y el de Mazavi (al norte y a la derecha del Guapay). Ambos se proclamaron dioses e instaron a los ava guaraníes a atacar a los españoles, muriendo ambos entre 1780 y 1781 tras frustrarse sus ataques. 
Los gobernadores Francisco de Viedma (en 1800) y Francisco de Paula Sanz (en 1805) encabezaron expediciones de tierra arrasada contra los ava guaraníes, pero no pudieron someterlos completamente.
Guerreros (keremba) ava guaraníes participaron en la guerra de la independencia alistándose en el Ejército del Norte al mando de Manuel Belgrano y también con los grupos guerrilleros de la Republiqueta de La Laguna al mando de Manuel Ascensio Padilla y de Juana Azurduy. Destacóse el cacique Cumbay, quien sostuvo combates con los ejércitos realistas.

## Misiones católicas franciscanas entre los chiriguanos
Las principales misiones católicas entre los chiriguanos fueron fundadas por franciscanos del Colegio de Tarija:
- Concepción en el Valle de Salinas fue fundada por el jesuita Francisco Guevara en 1717 con chiriguanos y unas pocas familias mataguayas. Destruida por la sublevación en 1727, tras la expulsión jesuita de 1768 pasó a los franciscanos en 1769.
- Concepción de Pilpilí, fundada hacia 1758 por los padres Tomás Amaya y Francisco del Pilar con unos 100 chanés. Subsistió hasta 1792.
- San Francisco de Azero, fundada en 1758 por los padres Tomás Amaya y Francisco del Pilar con chanés a orillas del río Azero. Llegó a tener una población de 2000 indígenas.
- Nuestra Señora de la Asunción del Piray, inicialmente fue una misión jesuita que fue abandonada, siendo refundada por el franciscano Lorenzo Ortiz el 10 de mayo de 1763.
- Santísima Trinidad de Abapó fue fundada en 1690 por los jesuitas José de Arce y Juan Bautista de Zea con el nombre de Presentación de Nuestra Señora, pero abandonada durante la sublevación de 1727-1735. Fue refundada en 1771 por los franciscanos del Colegio de Tarija.
- Nuestra Señora del Carmen de Cabezas fue fundada en 1769 por el padre Melchor José Mariscal cerca del río Grande en el lugar llamado Cotoca. Hacia 1810 vivían allí más de 1000 chiriguanos.
- Nuestra Señora del Pilar de la Florida fue fundada en 1781 por el franciscano Francisco del Pilar aceptándose que los chiriguanos reducidos tuvieran libre elección de su lugar de residencia. Entre 1787 y 1788 Francisco del Pilar fundó las misiones de Mazabí, Igmirí y Zaypurú, que atrajeron a todos los habitantes de la reducción, por lo que fue repoblada con algunas familias de la cercana misión del Piray.
- Nuestra Señora de Guadalupe de Igmirí fue fundada en 1787 por Francisco del Pilar.
- San Rafael Arcángel de Mazavi fue fundada por Francisco del Pilar el 24 de junio de 1788.
- San Antonio de Padua de Zaypurú fue fundada por Francisco del Pilar en 1788 cercana al fuerte de Saipurú.
- Nuestra Señora de la Candelaria de Ití fue fundada por Francisco del Pilar el 30 de abril de 1789 con chanés. Hacia 1799 tenía 1014 habitantes.
- San Pedro Alcántara de Tayarendá fue fundada por Francisco del Pilar el 8 de mayo de 1790.
- San Miguel Arcángel de Itaú fue fundada por el padre Lorenzo Ramo en Tabarillo del valle de Itaú el 28 de julio de 1791. Fue saqueada por chanés el 22 de febrero de 1798 y destruida durante la guerra de la Independencia. Restablecida en 1845, fue abandonada a causa de la viruela. En sus cercanías estaban las misiones de Tariquea y Garrapatas abandonadas en las rebeliones de 1757 y 1758.
- San Buenaventura de Tacuarembotí fue fundada el 29 de noviembre de 1791 por Francisco del Pilar. Hacia 1800 tenía 1400 habitantes.
- San Gerónimo de Pirití fue fundada el 3 de mayo de 1792 por Francisco del Pilar. Hacia 1800 tenía 800 habitantes.
- Santo Domingo de Tapuitá fue fundada por Francisco del Pilar en 1795.
- Purísima Concepción de Nuestra Señora de Parapití, (hoy San Antonio del Parapetí) fue fundada por Francisco del Pilar el 6 de enero de 1795 a orillas del río Parapetí. Hacia 1799 tenía 756 habitantes. Fue destruida por las rebeliones chiriguanas de 1796 y 1799. Restablecida en 1801, llegó a tener 3200 habitantes antes de ser destruida por chiriguanos y tobas en 1814. Fue restablecida por los franciscanos del Colegio de Potosí en 1871.
- Apóstol San Pablo de la Tapera fue fundada por Francisco del Pilar el 28 de mayo de 1798 cerca del pueblo de Sauces. Hacia 1800 tenía 67 habitantes.
- Nuestra Señora de Guadalupe de Chimeo fue fundada en 1848 por los franciscanos del Colegio de Tarija.
- San Roque de Aguairenda fue fundada en 1851 por el padre Giuseppe Giannelli de Lucca. Hacia 1896 tenía 290 habitantes.

La mayoría de los franciscanos fueron expulsados de sus misiones entre 1813 y 1815 por las fuerzas de Ignacio Warnes. Hacia 1845 regresaron los misioneros desde Tarija.

## Población histórica
Durante la segunda mitad del siglo XV, con 1000 a 4000 guerreros lograron someter a los chanés, que eran unos 30 000 a 60 000 personas. De estos últimos algunos huyeron al borde de la región chaqueña, quedando sometidos a los constantes asaltos de sus enemigos a sus aldeas, otros fueron esclavizados por sus conquistadores y otros fueron víctimas de canibalismo. Según el cronista Reginaldo de Lizárraga, quien escribió hacia el año 1600, unos 60 000 chanés fueron devorados durante el siglo siguiente, cifra sin dudas exagerada, aunque lo cierto es que la carne humana, en especial de niños, era una cena frecuente para los chiriguanos.
Una estimación hecha por Ruy Díaz de Guzmán en dos relaciones escritas en 1617 y 1618 llamados Relación de la entrada a Los Chiriguanos, dice que tras una sangrienta guerra entre los chiriguanos y los chanés en la que vencieron los primeros, cerca de 1500 chiriguanos sometieron a 10 000 chanés, en la región del Gran Chaco. La proporción de chiriguanos frente a chanés, 400 contra 5000 en Machareti, 350 contra 4000 en Charagua y 200 contra 1000 en Guapay.
En 1735 el jesuita Filippo Salvatore Gilii estimaba que los chiriguanos tenían 15 000 a 20 000 guerreros en 160 poblaciones. Otro jesuita, Ignacio Chomé, estimaba que la población chiriguana en total era de 20 000 personas. El abad Jospeh Iolis publicó en 1762 su obra Historia del Gran Chaco estimaba que los chiriguanos tenían 20 000 guerreros cuando hicieron la guerra al virrey Fernando de Toledo, y que en tiempos del abad contaban con 41 000.
Hacia 1874 participaron de una rebelión armada en contra el ejército boliviano en el Chaco junto a los chanés, tobas, tapietes y chorotes, sumando un total de 15 000 a 20 000 lanzas pero fueron derrotados un año después. En 1891 los chiriguanos y otros pueblos se rebelaron en armas, juntando 5000 a 6000 querembas (guerreros) al mando del Tumba Apiaguaiqui (o Chapiaguasu) dedicándose a asaltar fuertes avanzados y misiones pero el 28 de enero de 1891 fueron derrotados por el general Ramón González y su columna de 1830 soldados y 1500 nativos neófitos en un ataque por sorpresa en Curuyuqui, en el valle de Ivo, muriendo 1900 guaraníes. El Tumba fue capturado y ejecutado el 29 de marzo en Monteagudo.
En la segunda mitad del siglo XIX, la expansión de la colonización acentuó el proceso de reducción en misiones ―y ahora también en haciendas― de los llamados chiriguanos, aunque algunos plantearon una tenaz resistencia al estado boliviano, resistencia que se mantuvo hasta el asesinato del jefe Apiaguaiki Tumpa a fines del siglo XIX.
Desde fines del siglo XIX y durante el siglo XX (principalmente en las primeras 3 décadas), la desesperante situación económica y la guerra del Chaco (1932-1935) los obligó a desplazarse de modo que muchos hallaron refugio en el Chaco salteño, por ejemplo, la parcialidad de los izoceños logró establecer un circuito migratorio (a veces estacional, a veces permanente) hacia Ayorenda o Baporenda (nombre que suelen dar a Argentina), en donde han salido y suelen trabajar como «zafreros» de la caña de azúcar y ―en menor medida― del algodón.

## Ava guaraníes de Bolivia

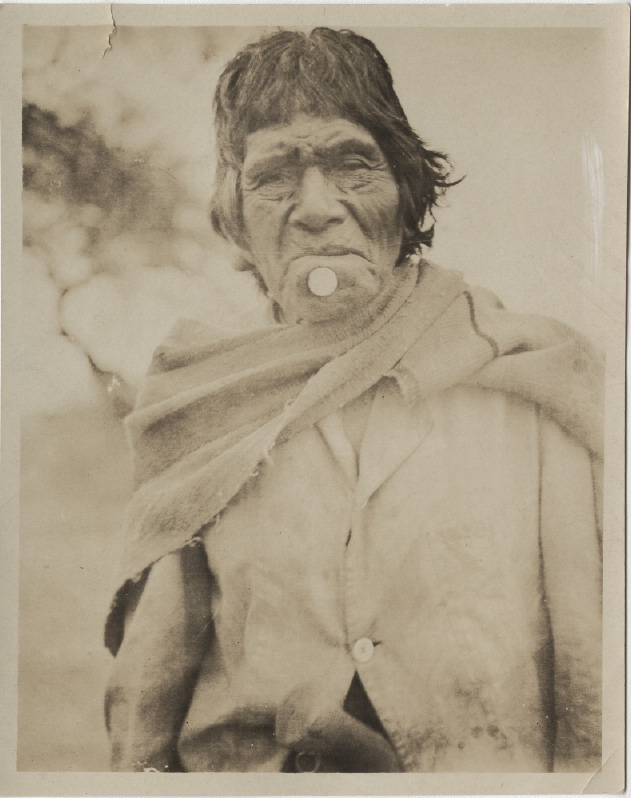
Chiriguano de Bolivia, 1908-1909.

El censo de la Confederación Nacional de Nacionalidades Indígenas Originarias de Bolivia (Conniob) de 2004 registró 75 500 ava guaraníes y chanés. Sus asentamientos principales se encuentran en los municipios de Lagunillas, Cuevo, Charagua y Cabezas, en las provincias Cordillera, Luis Calvo, Hernando Siles, O'Connor y Gran Chaco pertenecientes al departamento de Santa Cruz, la región chaqueña y valles centrales de departamento de Chuquisaca y al chaco del departamento de Tarija.
La población que se autoreconoció como guaraní en el censo boliviano de 2001 fue de 81 197 personas. Este número aumentó a 96 842 en el censo de 2012. En estos números están comprendidos los ava guaraníes, los simbas y los izoceños. En este último censo debe agregarse 327 personas que se autorreconocieron como chiriguanos.
Los simbas en Bolivia viven principalmente en las provincias Luis Calvo y Hernando Siles del departamento de Chuquisaca y en las de Gran Chaco y O'Connor del departamento de Tarija. Los ava viven en las provincias Luis Calvo y Hernando Siles del departamento de Chuquisaca y en la de Cordillera en el departamento de Santa Cruz. Los izoceños viven en la provincia Cordillera.
En el referéndum del 6 de diciembre de 2009 el municipio de Charagua (el más extenso de Bolivia, ubicado en la provincia Cordillera del departamento de Santa Cruz) optó por iniciar el proceso de la autonomía indígena originario campesina con un 55,66 % de aprobación. El 20 de septiembre de 2015 fue aprobado en referéndum (por 53,25 % de aprobación) el estatuto autonómico del gobierno autónomo guaraní Charagua Iyambae, siendo el primer municipio en implementar la autonomía indígena de Bolivia. El estatuto establece tres instancias: órgano de decisión colectiva o Ñemboati, el órgano legislativo o Mborakuai Simbika Iyapoa Reta, y el órgano ejecutivo o Tëtarembiokuai Reta Imborika. El municipio tiene 74 424 km² y se organizó territorialmente en seis zonas, dos parques nacionales y un área de conservación e importancia ecológica. El 8 de enero de 2017 fue puesta en vigencia su autonomía.

## Guaraníes occidentales de Paraguay
De acuerdo a los resultados del III Censo Nacional de Población y Viviendas para Pueblos Indígenas de 2012 en Paraguay viven 2379 guaraníes occidentales, de los cuales 2212 en el departamento de Boquerón y 167 en el departamento de San Pedro.
En el departamento de Boquerón viven en 14 comunidades: Palomita, Macharetti, Santa Teresita, Santa Teresita–Aldea Guaraní Occidental, Santa Teresita–Aldea Nivaclé, Santa Teresita–Aldea Manjui, Santa Teresita–Aldea Santa Elena, Santa Teresita–Aldea San Lázaro, Santa Teresita–Aldea Virgen del Carmen, Yvopey–Barrio Guaraní, San Agustín, San Agustín–Aldea Guaraní Occidental, San Agustín–Aldea Manjui, San Agustín–Aldea Nivaclé.

## Ava guaraníes de Argentina

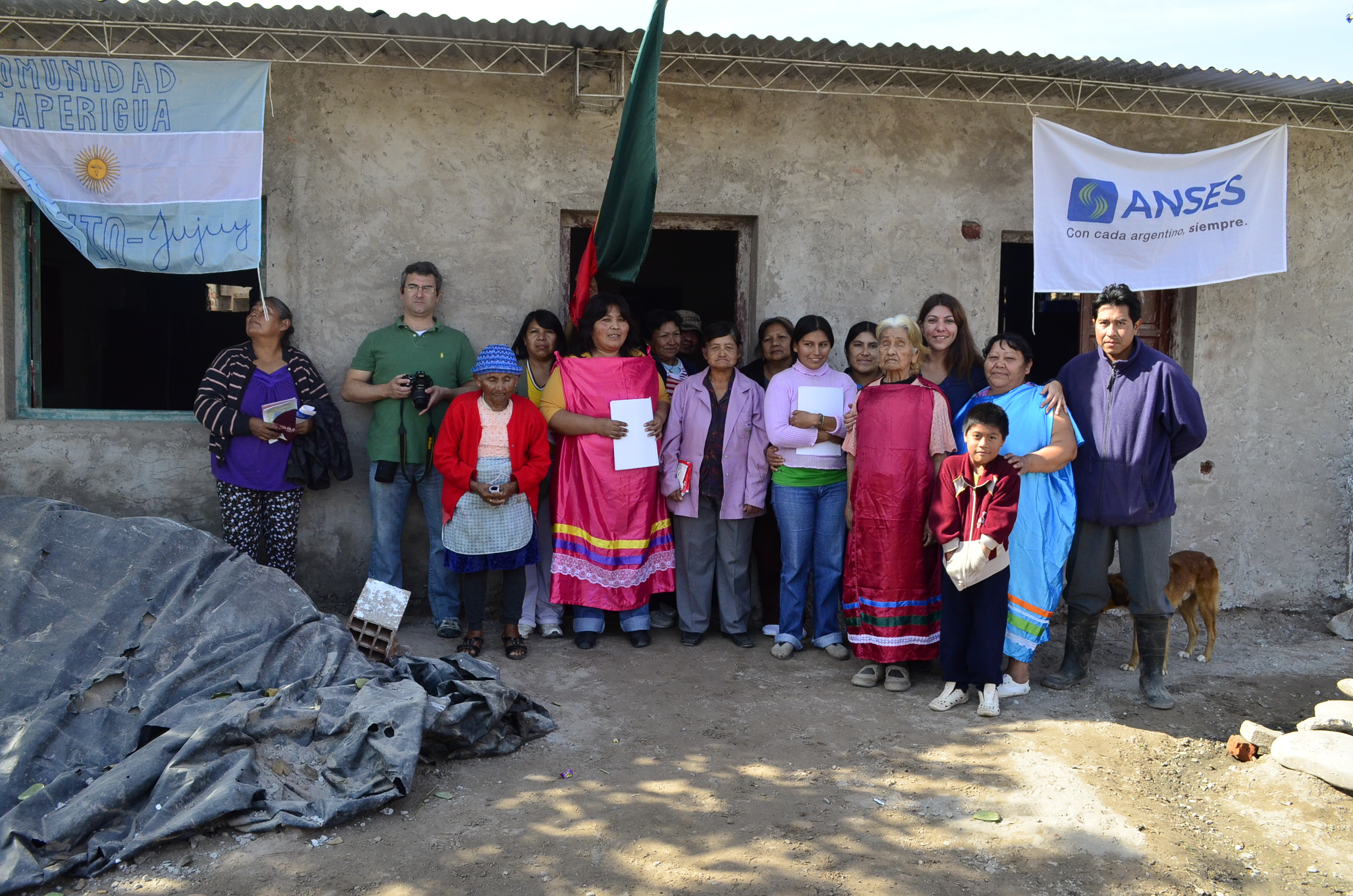
Comunidad Taperigua, provincia de Jujuy en Argentina.

En Argentina habitan el extremo noreste de la provincia de Salta y parte de la provincia de Formosa. La Encuesta Complementaria de Pueblos Indígenas (ECPI) 2004-2005, complementaria del Censo Nacional de Población, Hogares y Viviendas 2001 de Argentina, dio como resultado que se reconocieron y/o descienden en primera generación del pueblo ava guaraní 21 807 personas en Argentina, de los cuales 17 592 vivían en las provincias de Formosa y Salta; 3268 vivían en la Ciudad Autónoma de Buenos Aires y en algunos municipios vecinos del (Gran Buenos Aires o AMBA) políticamente pertenecientes a su vecina Provincia de Buenos Aires; 418 en las provincias de Corrientes, Misiones, Entre Ríos y Santa Fe; y 529 en el resto del país. Otras personas prefirieron autodenominarse integrantes del pueblo tupí guaraní, por lo que fueron consignadas aparte: 16 365 personas en toda Argentina, de los cuales 6444 vivían en las provincias de Jujuy y Salta; 8483 vivían en la Ciudad  Autónoma de Buenos Aires y 24 municipios-partidos del Gran Buenos Aires; 195 en las provincias de Corrientes, Misiones, Entre Ríos y Santa Fe; y 1243 en el resto del país. Adicionalmente, 6.758 personas de Jujuy y Salta prefirieron la denominación guaraní, lo mismo ocurrió en otras provincias agrupándose con otras denominaciones del pueblo guaraní.
El Censo Nacional de Población de 2010 en Argentina reveló la existencia de 17 899 personas que se autoreconocieron como ava guaraníes en todo el país, 10 665 de los cuales en la provincia de Salta y 2753 en la de Jujuy. En la Provincia de Misiones se autoreconocieron como ava guaraníes 422 personas y en la de Provincia de Corrientes 104, pero mayormente son parte del pueblo chiripá que utiliza la misma autodenominación ava guaraní. Se autoreconocieron como tupí guaraní 247 personas en la Provincia de Misiones, mientras que la denominación guaraní fue adoptada por 105 905 personas en todo el país. De ellos 39 571 en el Gran Buenos Aires, 13 464 en el interior de la Provincia de Buenos Aires, 10 812 en la Provincia de Salta, 9848 en la Ciudad Autónoma de Buenos Aires, 6448 en la Provincia de Jujuy, 5761 en la de Santa Fe, 4260 en la de Misiones, 4057 en la de Entre Ríos, 2967 en la de Córdoba, 2866 en la de Corrientes, 1003 en la de Mendoza, 655 en la de San Luis, 593 en la del Chaco, 518 en la de Río Negro, 509 en la Provincia de La Pampa, 480 en la de Santiago del Estero, 397 en la del Chubut, 380 en la de Tucumán, 345 en la de Santa Cruz, 306 en la del Neuquén, 179 en la de Formosa, 139 en la de San Juan y 105 en la de Catamarca. Sin embargo, estos resultados incluyen a otras denominaciones guaraníes no especificadas.

### Comunidades reconocidas por el Estado argentino
Durante la guerra del Chaco entre Bolivia y Paraguay gran parte de los territorios ancestrales chiriguanos fue campo de batalla y muchos ava guaraníes fueron reclutados a la fuerza para servir a los ejércitos enfrentados de ambos países sudamericanos. Esto provocó que parte de los ava guaraníes buscara refugio en Argentina.
Desde 1995 el Instituto Nacional de Asuntos Indígenas (INAI) comenzó a reconocer personería jurídica mediante inscripción en el Registro Nacional de Comunidades Indígenas (Renaci) a comunidades indígenas de Argentina, entre ellas a las siguientes comunidades ava guaraníes:
Tupí guaraníes (9)
- En el Gran Buenos Aires:
  - Comunidad del Pueblo Tupí Guaraní Hipólito Yumbay (en el partido de Almirante Brown, el 22 de marzo de 1999), Comunidad Indígena del Pueblo Tupí Guaraní Caaguy Poty (en el partido de José C. Paz, el 15 de diciembre de 2003), Comunidad Indígena del Pueblo Tupí Guaraní Cuarajhy Vera (en el partido de Moreno, el 31 de julio de 2003), Comunidad Indígena Tupí Guaraní Pe Ñangatuña Opabe Y Ba Año Malvinape (El Rincón de la Esperanza de Malvinas) (en el partido de Esteban Echeverría, el 7 de diciembre de 2007), Comunidad Taupa (en el partido de La Matanza, el 27 de octubre de 2011).
- En la provincia de Salta:
  - En el departamento General José de San Martín: Comunidad Indígena del Pueblo Tupí Guaraní Ñanderu Luciano Yépez (en el municipio de Salvador Mazza, el 17 de septiembre de 2002), Comunidad Indígena del Pueblo Tupí Guaraní Ipora Pueblo Hermoso (en el municipio de Salvador Mazza, el 18 de marzo de 2003), Comunidad Indígena del Pueblo Tupí Guaraní Bapurenda (en el municipio de Salvador Mazza, el 19 de marzo de 2003).
  - En el departamento de Orán: Comunidad Indígena del Pueblo Tupí Guaraní Iguopeigenda El Algarrobal (en el municipio de San Ramón de la Nueva Orán, el 10 de junio de 2004).

Guaraníes (20)
- En la provincia de Jujuy:
  - En el departamento Ledesma: Comunidad de Fraile Pintado Pueblo Guaraní (el 28 de septiembre de 2000), Comunidad Guaraní de Caimancito Yaeka Yanderaikuere (el 14 de diciembre de 2000), Comunidad Guaraní de Chalicán Pueblo Guaraní Tataendi (el 14 de diciembre de 2000).
  - En el departamento Santa Bárbara: Comunidad Guaraní de El Piquete Pueblo Guaraní (el 14 de diciembre de 2000), Comunidad Guaraní de Santa Clara Tentagüe Jecobe lyapimbae-Pueblo Guaraní (el 28 de septiembre de 2000).
- En la provincia de Salta:
  - En el departamento General José de San Martín: Comunidad 9 de Julio (en el municipio de Tartagal, el 7 de septiembre de 2000), Comunidad Campo Blanco (en el municipio de Aguaray, el 1 de septiembre de 2000), Comunidad El Arenal (en el municipio de Salvador Mazza, el 1 de septiembre de 2000), Comunidad El Milagro (en el municipio de Tartagal, el 1 de septiembre de 2000), Misión Aborigen Guaraní El Obraje (en el municipio de Salvador Mazza, el 1 de septiembre de 2000), Comunidad La Pista (en el municipio de Salvador Mazza, el 1 de septiembre de 2000), Comunidad Misión San Francisco Solano (La Loma) (en el municipio de Tartagal, el 1 de septiembre de 2000), Comunidad Peña Morada (en el municipio de Aguaray, el 31 de agosto de 2000), Comunidad Indígena Piquirenda Viejo de Raza Guaraní (en el municipio de Aguaray, el 1 de septiembre de 2000), Comunidad Yanderenta (en el municipio de Salvador Mazza, el 28 de septiembre de 2000), Comunidad Yariguarenda (en el municipio de Tartagal, el 20 de diciembre de 2000).
  - En el departamento de Orán: Comunidad Villa Aborigen Guaraní (en el municipio de Hipólito Yrigoyen, el 14 de septiembre de 2000), Comunidad Aborigen Guaraní Barrio El Progreso (en el municipio de Pichanal, el 14 de julio de 2002), Comunidad Indígena Guaraní Estación El Tabacal (en el municipio de Hipólito Yrigoyen, el 19 de julio de 2002), Comunidad Indígena Guaraní Iyigua Pentirami (en el municipio de San Ramón de la Nueva Orán, el 24 de julio de 2002).

Kolla-guaraní (1)
- En la provincia de Salta:	
  - En el departamento de Orán: Comunidad Indígena Kolla-Guaraní Río Blanco Banda Norte (el 1 de julio de 2004).

Guaraní-chanés (2)
- En la provincia de Salta:	
  - En el departamento General José de San Martín: Comunidad Capiazuti (el 1 de septiembre de 2000), Comunidad San José (el 1 de septiembre de 2000).

Ava guaraníes (4)
- En la provincia de Salta:	
  - En el departamento General José de San Martín: Comunidad Indígena del Pueblo Ava Guaraní Tape Iguapegui (en el municipio de Tartagal el 22 de marzo de 2000), Comunidad Cherentarareta (Familias Unidas) (en el municipio de Embarcación el 2 de marzo de 2009).
  - En el departamento de Orán: Comunidad Ava Guaraní Cua Cuariño Ge Zenta (en el municipio de San Ramón de la Nueva Orán el 8 de agosto de 2013)
- En la provincia de Buenos Aires: Comunidad del Pueblo Ava Guaraní Cuymbae Toro (en el partido de Almirante Brown, el 19 de mayo de 2011).

### Comunidades adicionales reconocidas por la provincia de Salta
La provincia de Salta reconoció la personería jurídica en el orden provincial a comunidades ava guaraníes adicionales.
- En el departamento General José de San Martín: 
  - Municipio de Aguaray: Comunidad Piquirenda Etnia Guaraní (el 28 de diciembre de 2000).
  - Municipio de Embarcación: Comunidad Aborigen del Barrio Matadero-Etnia Guaraní (el 5 de enero de 2001), Comunidad Indígena Guaraní Misión La Loma (el 4 de julio de 2003), Comunidad Aborigen Barrio Eva Perón-Guaraní (el 16 de enero de 2003), Comunidad Indígena Guaraní San Juan (el 21 de febrero de 2007), Comunidad Guaraní Cristo Abajo-Guaraní (el 10 de octubre de 2007).
  - Municipio de General Mosconi: Comunidad Aborigen Ñande Yer-Coronel Cornejo (el 27 de noviembre de 2000, en Coronel Cornejo).
  - Municipio de Salvador Mazza: Comunidad Aborigen Lapacho-Tupí Guaraní (el 10 de enero de 2008) Comunidad Caraparí-Etnia Guaraní (el 28 de diciembre de 2000), Comunidad Barrio Ferroviario-Etnia Guaraní (el 4 de septiembre de 2002), Comunidad Aborigen La Bendición (el 4 de septiembre de 2002), Comunidad Aborigen Guaraní San Antonio-Salvador Mazza (el 25 de septiembre de 2003), Comunidad Aborigen El Chorro-Guaraní (el 4 de abril de 2005), Comunidad Aborigen Guaraní Playa Ancha (el 28 de julio de 2005), Comunidad Yasitata Guazú Kpeti-Lucero del Alba (el 10 de octubre de 2007).
  - Municipio de Tartagal: Comunidad Guaraní Yacuy (el 28 de junio de 1995), Comunidad Centro Comunitario Cherenta (el 27 de mayo de 1996), Comunidad Aborigen Tranquitas (en 1996), Comunidad El Tonono Guaraní (el 6 de julio de 2001), Comunidad Aborigen Zanja Honda (el 8 de agosto de 2001), Comunidad Aborigen Guaraní El Ceibo (el 3 de octubre de 2001), Comunidad Aborigen Tahuichi (el 11 de diciembre de 2001), Comunidad Aborigen La Rosa (el 19 de junio de 2002), Comunidad Aborigen Pueblo Nuevo-Tenta Puau (el 4 de septiembre de 2002), Comunidad Aborigen Cuña Muerta (el 19 de noviembre de 2002), Comunidad Aborigen San Antonio-Guaraní (el 30 de enero de 2003), Comunidad Indígena Guaraní (40) Viviendas TGN (el 3 de noviembre de 2003), Comunidad Nacional Guaraní (el 29 de julio de 2004), Comunidad Indígena Guaraní Misión El Arca (el 26 de octubre de 2006), Comunidad Indígena Guaraní El Coronillo (el 16 de diciembre de 2009), Comunidad Aborigen Coema-Nuevo Amanecer (el 13 de julio de 2010), Comunidad Guaraní de Belgrano (el 16 de junio de 2014).
- En el departamento de Orán: 
  - Municipio de Colonia Santa Rosa: Comunidad Guaraní Misión Evangélica Bautista (el 20 de diciembre de 1994), Comunidad Dios es Nuestro Camino para Todos-Tumpa Omvoejape Ñanderape (el 20 de enero de 2012).
  - Municipio de Hipólito Yrigoyen: Comunidad Ava Guaraní Hipólito Yrigoyen (el 23 de julio de 1996).
  - Municipio de Pichanal: Comunidad Indígena Guaraní Misión San Francisco-Pichanal (el 10 de septiembre de 2001), Comunidad Aborigen Organización Pueblo Guaraní (el 23 de octubre de 2001), Centro Comunitario Misión San Francisco (el 19 de septiembre de 2000), Comunidad Ava Guaraní San Santiago (el 4 de septiembre de 2002).
  - Municipio de San Ramón de la Nueva Orán: Comunidad Aborigen Yayemborgi Pabe-Ayudémonos (el 23 de julio de 1996), Comunidad Aborigen Guaraní del Barrio Mitre (el 28 de diciembre de 2001), Comunidad Guaraní del Barrio Los Constituyente (el 28 de diciembre de 2001), Comunidad Aborigen Guaraní del Barrio Caballito (el 28 de diciembre de 2001), Comunidad Aborigen Ava Guaraní Barrio Estación San Ramón de la Nueva Orán (el 25 de febrero de 2002), Comisión Aborigen Guaraní de Barrio Campo Chico (el 7 de agosto de 2002), Centro Comunitario del Aborigen Guaraní (el 25 de noviembre de 2003), Comunidad Indígena Guaraní de Finca Solazuty (el 26 de febrero de 2004), Comunidad Indígena Guaraní del Barrio Las Maravillas (el 26 de febrero de 2004), Comunidad Indígena Guaraní del Barrio 17 de Octubre (el 26 de febrero de 2004), Comunidad Guaraní Uyemba Tiguazo del Barrio Balut (el 26 de febrero de 2004), Comunidad Indígena Guaraní del Barrio 9 de Julio (el 26 de febrero de 2004), Comunidad Indígena Guaraní 6 de Enero Argentino (el 13 de julio de 2004), Comunidad